# Blood Rapture
Blood Rapture är det svenska death metal-bandet Vomitorys fjärde utgivna studioalbum, släppt 2002 på Metal Blade Records.

## Låtlista
1. "Chaos Fury" (musik: T. Gustafsson, Dalegren) (text: Rundqvist)
2. "Hollow Retribution" (musik: T. Gustafsson) (text: Rundqvist, Dalegren)
3. "Blessed And Forsaken" (musik: T. Gustafsson) (text: Dalegren)
4. "Madness Prevails" (musik: T. Gustafsson) (text: Rundqvist)
5. "Redeemed in Flames" (musik: T. Gustafsson) (text: Rundqvist)
6. "Nailed, Quartered, Consumed" (musik: T. Gustafsson) (text: Rundqvist)
7. "Eternity Appears" (musik: T. Gustafsson, Rundqvist) (text: Rundqvist)
8. "Rotting Hill" (musik: T. Gustafsson) (text: Dalegren)
9. "Blood Rapture" (musik: T. Gustafsson) (text: Rundqvist, Dalegren)